# Az apostolok levele
Az apostolok levele (latin: Epistula Apostolorum) újtestamentumi apokrif irat. Szerzője ismeretlen, és úgy tünteti fel magát, mintha a 11 apostol intézné a levelet a világ keresztényeihez. A levél Jézusnak azon állítólagos beszélgetéseit tartalmazza, amelyeket feltámadása után a tanítványaival folytatott.
A mű feltehetően a 2. század végén keletkezhetett, és több részletet átvett az evangéliumokból. Bár eredetileg görögül írták, kopt és etióp fordítások maradtak meg. A kopt kézirat a 4. század vége és az 5 század eleje közötti időszakból származik.  Az etióp kéziratok a 18. századból származnak, de a teljes szöveget megőrizték. Míg a kopt fordítás a görög közvetlen fordításának tűnik, az etióp egy arab vagy kopt fordítás további fordítása lehet.
A mű a keresztény polémiák a gnosztikusok ellen szóló egy remek darabja, akiket vezetőik, Simon mágus és Kerinthosz képviselnek. Célja a korai ortodox keresztény doktrína támogatása, megcáfolva a gnoszticizmust és a doketizmust. 
Határozottan kiáll amellett, hogy Jézus megtestesülése fizikai volt, és hogy a jövőbeni feltámadás Isten Királyságában is testi élmény lesz. 